# Orquesta Sinfónica de Nueva Zelanda
La Orquesta Sinfónica de Nueva Zelanda (en inglés, New Zealand Symphony Orchestra, abreviada como NZSO) es una orquesta sinfónica neozelandesa con sede en Wellington, que fue fundada en 1946. Su sala de conciertos habitual es el Michael Fowler Centre y ha actuado con frecuencia en el Wellington Town Hall antes de su cierre en 2013. También actúa en Auckland, Christchurch y Dunedin. Se trata de una entidad autónoma de la Corona propiedad del Gobierno de Nueva Zelanda, según la Ley de la Orquesta Sinfónica de Nueva Zelanda de 2004.

## Historia

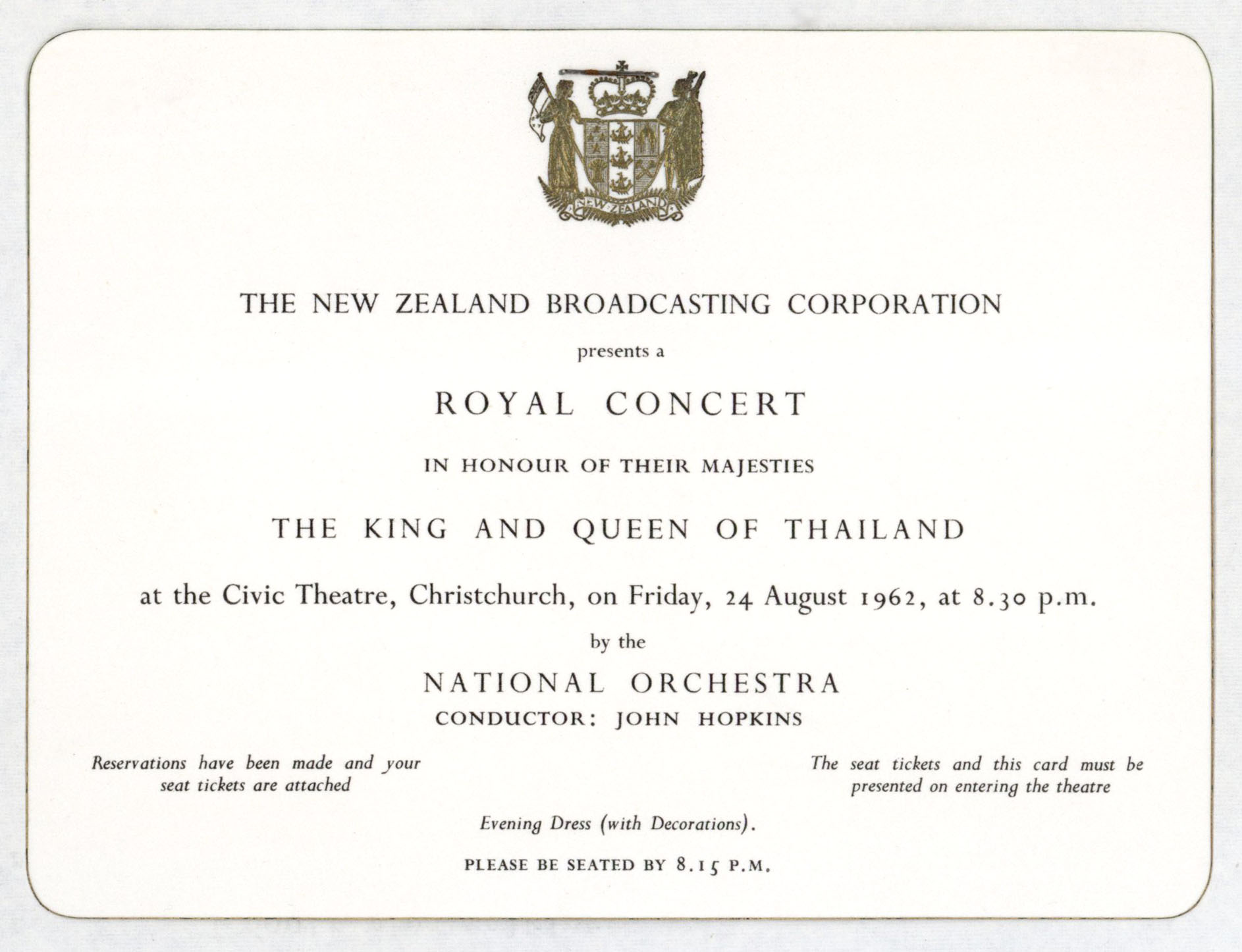
Invitación al concierto real para el rey Bhumibol y la reina Sirikit de Tailandia, agosto de 1962.

Con la fundación de la Radio Broadcasting Company en 1925, se propuso por primera vez la creación de una orquesta nacional en Nueva Zelanda, y a finales de los años veinte se crearon estudios orquestales en las principales ciudades. En 1939 se formó una orquesta nacional para la Exposición del Centenario de Nueva Zelanda en 1940. La orquesta pasó a ser permanente en 1946, tras la Segunda Guerra Mundial, con el nombre "National Orchestra of the New Zealand Broadcasting Service (NZBC)" (Orquesta Nacional del Servicio de Radiodifusión de Nueva Zelanda) por Oswald Cheesman y otros. El concierto inaugural tuvo lugar el 6 de marzo de 1947. Se gestionó como un departamento de la New Zealand Broadcasting Corporation, que más tarde se convertiría en Radio Nueva Zelanda, como la Orquesta Nacional de la NZBC.
La orquesta desde sus inicios ha realizado numerosas giras por Nueva Zelanda. Actuó en Christchurch en 1947. Presentó su serie principal de 12 programas en Wellington y Auckland, aproximadamente la mitad de ellos en Hamilton, Christchurch y Dunedin, y visita varias ciudades de provincia cada año. Ha realizado varias giras al extranjero, en particular en 2005, a los BBC Proms, el Snape Maltings, el Concertgebouw de Ámsterdam y la Exposición Universal de Aichi en Japón.
En 1963 la agrupación pasó a llamarse "NZBC Symphony Orchestra" (Orquesta Sinfónica de NZBC) y en 1975 se denominó "New Zealand Symphony Orchestra" (Orquesta Sinfónica de Nueva Zelanda). En 1988 se independizó totalmente de Radio Nueva Zelanda y comenzó a funcionar como una empresa independiente propiedad de la Corona. Después de esta separación formal, sus actuaciones siguen siendo grabadas, emitidas y archivadas por Radio New Zealand Concert. Las interpretaciones en el Ayuntamiento de Auckland, el Ayuntamiento de Wellington y el Michael Fowler Centre se retransmiten en directo y en línea, y las actuaciones en otros centros o ciudades extranjeras suelen grabarse y retransmitirse en fechas posteriores.
En 2022 la orquesta ofreció un concierto especial por su 75 aniversario, dirigido por Gemma New.

## Directores
Franz-Paul Decker fue el último director en ostentar el título de director titular, y tuvo el título de director laureado hasta su fallecimiento en mayo de 2014. El primer director que tuvo el título de director musical fue James Judd, de 1999 a 2007. Judd es ahora director musical emérito. En mayo de 2007 Pietari Inkinen fue nombrado segundo director musical, cargo que asumió formalmente en enero de 2008. Inkinen concluyó su mandato en 2015 y posteriormente asumió el título de director honorario. En junio de 2015, se anunció el nombramiento de Edo de Waart como su próximo director musical, con sus primeros conciertos en marzo de 2016. El último concierto de De Waart como director musical fue en noviembre de 2019. En 2020 se convirtió en NZSO director laureado. Hamish McKeich, director asociado, fue nombrado director principal residente a partir de enero de 2020. Gemma New fue nombrada directora artística y directora principal de la orquesta en 2022, siendo la primera mujer en ocupar este cargo.
Entre los directores afiliados a la orquesta hasta la fecha figuran:
- 1947–1950 Anderson Tyrer
- 1950–1953 Michael Bowles
- 1953–1954 Warwick Braithwaite
- 1954–1957 James Robertson
- 1957–1963 John Hopkins
- 1964–1968 Juan Matteucci
- 1991–1996 Franz-Paul Decker, director jefe.
- 1999–2007 James Judd, director musical.
- 2008–2015 Pietari Inkinen, director musical.
- 2016–2019 Edo de Waart, director musical.
- 2016–2019 Hamish McKeich, director asociado;
- 2020– Hamish McKeich, director principal en residencia.
- 2022– Gemma New, directora principal.